# 有松幕山
有松幕山（ありまつまくやま）は、愛知県名古屋市緑区の地名。丁番を持たない単独町名である。住居表示未実施地域。

## 地理
名古屋市緑区南部の桶狭間北西部地区に位置する。

## 歴史

### 町名の由来
有松町大字桶狭間の小字名「幕山」による。字名「幕山」は、桶狭間の戦いの際に今川義元の陣所として当地に幕が張られたことに由来するという説と、「崖のある山」の意味とする説がある。

### 行政区画の沿革
- 2016年（平成28年）10月8日 - 緑区有松町大字桶狭間字愛宕西・牛毛廻間・高根・幕山の各一部により、有松幕山として成立[1]。

## 世帯数と人口
2019年（平成31年）3月1日現在の世帯数と人口は以下の通りである。
| 町丁     | 世帯数  | 人口  |
| -------- | ------- | ----- |
| 有松幕山 | 289世帯 | 700人 |

## 学区
市立小・中学校に通う場合、学校等は以下の通りとなる。また、公立高等学校に通う場合の学区は以下の通りとなる。なお、小学校は学校選択制度を導入しておらず、番毎で各学校に指定されている。
| 小学校                                      | 中学校               | 高等学校 |
| ------------------------------------------- | -------------------- | -------- |
| 名古屋市立桶狭間小学校 名古屋市立有松小学校 | 名古屋市立有松中学校 | 尾張学区 |

## その他

### 日本郵便
- 郵便番号 : 458-0928[3]（集配局：緑郵便局[10]）。